# Legiunea Huțulă
Legiunea Huțulă (în germană Hutsulische Legion), găsită și sub termenul de Legiunea de Pușcași Huțuli (în germană Hutsulische Freischützen Legion), precum și anterior de Batalionul de Voluntari Imperiali Huțuli din Rutenia (în germană Ruthenia Huzulen Kriegsfreiwilligen Baon) sau Pușcașii Huțuli (în germană Hutsulische Freischützen), a fost o unitate de recruți ucraineni înființată în noiembrie 1914 de către Austro-Ungaria prin eforturile deputatului rutean austrofil Nicolae de Wassilko. Este găsită, de asemenea și sub termenul de Legiunea Bucovineană (în germană Bukowinische Legion), sau Legiunea Bucovina.
A funcționat inițial ca miliție aflată sub comanda lui Eduard Fischer (în cadrul Grupului Fischer) până la sfârșitul anului 1914 și ulterior, din ianuarie 1915, ca unitate de luptă de sine stătătoare aflată în structura Brigăzii Papp, până în vara anului 1916, după care, supraviețuitorii rămași după Ofensiva Brusilov au fost integrați, în cea mai mare parte, Pușcașilor Ucraineni ai Siciului.
Beneficiind de cunoașterea detaliată a terenului pe care luptau, precum și de experiență în activitatea montană, militarii voluntarii săi s-au ocupat în anul 1914 de recunoaștere, cercetare și sabotaje în zona vestică, montană, a Bucovinei. Au activat apoi ca subunitate a armatei regulate în zonele montane care apărau trecerile dintre Bucovina și Transilvania, luând ulterior parte, în anul 1915, la efortul militar prin care rușii au fost alungați inițial din sudul Bucovinei. Restructurați ca Legiune națională ucraineană, au continuat ulterior, în același an, să lupte pentru alungarea trupelor ruse din nordul Bucovinei. În prima parte a anului 1916, huțulii au fost reuniți cu ce mai rămăsese din Corpul de Legionari români din Bucovina.
Ultima mențiune despre unitate provine din luna iunie 1916, după care, supraviețuiască ofensivei Brusilov, alăturați K.u.k. Huzulenkompanie⁠(d) ai Legiunii Ucrainene, au fost din nou implicați în împiedicarea înaintării rușilor spre Transilvania, sau, au continuat să lupte în grupuri mici, în spatele frontului, pe teritoriul controlat de ruși.

## Context

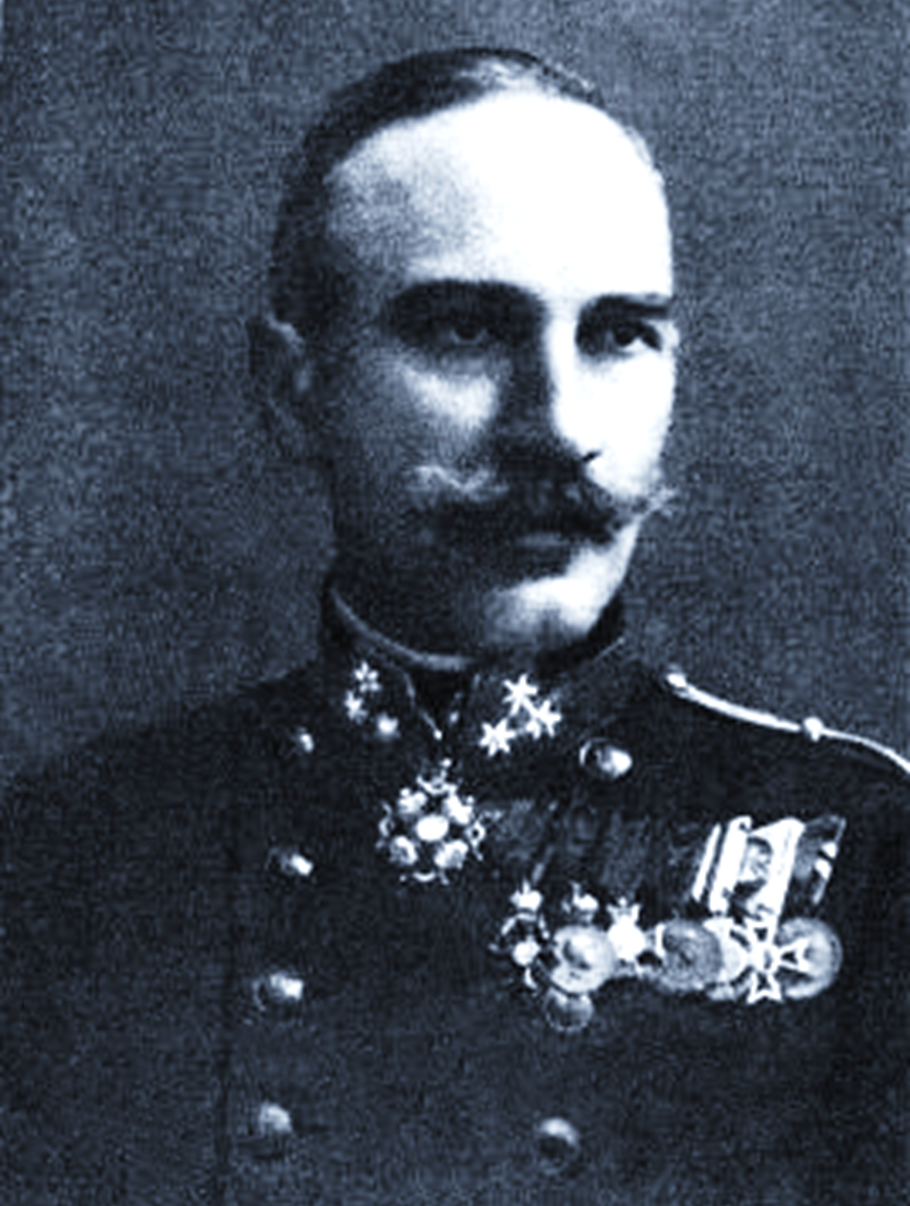
Șeful Jandarmeriei bucovinene, Eduard Fischer.

La începutul Primului Război Mondial, ucrainenii din Ducatului Bucovinei privea cu simpatie Monarhia Habsburgică, sentimentele rusofile nefiind larg răspândite, cu excepția celor prezente la nivelul unei mici părți a țărănimii și la câțiva membri ai intelectualității, straturi ale populației în care erau reduse, exclusiv la sfera culturală și lingvistică. Pe de altă parte, populația românească menținuse legături destul de strânse cu Regatul României, iar starea de spirit iredentistă câștigase o oarecare popularitate. În cea mai mare parte însă, populația în ansamblul ei era loială Austro-Ungariei, în acest sens, mobilizarea desfășurându-se în Ducat mai repede decât în provinciile vestice și recruții, de toate naționalitățile, alăturându-se rapid unităților lor militare. 
În campania anului 1914 Bucovina s-a situat în flancul sudic al Frontului de Est, fiind un teatru secundar de operațiuni. Drept rezultat al bătăliei din Galiția, cea mai mare parte a Ducatului Bucovinei, cu capitala la Cernăuți, a fost ocupată în septembrie 1914 de către trupele ruse. În pofida faptului că în mai puțin de o lună teritoriul Coroanei fost eliberat, situația militară a rămas critică. Deja în luna noiembrie a aceluiași an, Armata Imperială Rusă a recucerit orașul Cernăuți și a încercat să înainteze spre trecătorile carpatice care duceau spre Transilvania. Datorită faptului că principalul teatru de operațiuni era reprezentat de Galiția, unde se desfășurau lupte grele, acolo s-au concentrat cele mai capabile forțe ale Armatei Austro-Ungare. În aceste condiții, comandant militar al Ducatului a rămas șeful jandarmeriei locale, Eduard Fischer. Acesta a dispus de o grupare de forțe adunată din voluntari, jandarmi locali, polițiști și vameși (Grupul Fischer), care, a căpătat denumirea de „Armata Bucovinei”, fiind încadrată Grupului Pflanzer-Baltin (germană Armeegruppe Pflanzer-Baltin).
La 8 noiembrie 1914, Divizia 54 Infanterie austro-ungară, comandată de Feldmarschall-Leutnant Emil Schultheisz von Devecser, s-a retras din zona frontierei dintre Galiția și Bucovina, expunând complet stânga flancului frontului bucovinean. Forțat de necesitatea acoperirii breșei cu trupe, Fischer a decis să creeze o grupare de voluntari recrutată pe plan local, dintre huțuli. În fundamentarea ideii sale, acesta a subliniat că „Huțulii sunt muntenii Bucovinei, excelenți arcași, fiind echivalentul oriental al muntenilor din Tirol”. 

## Crearea corpului de voluntari

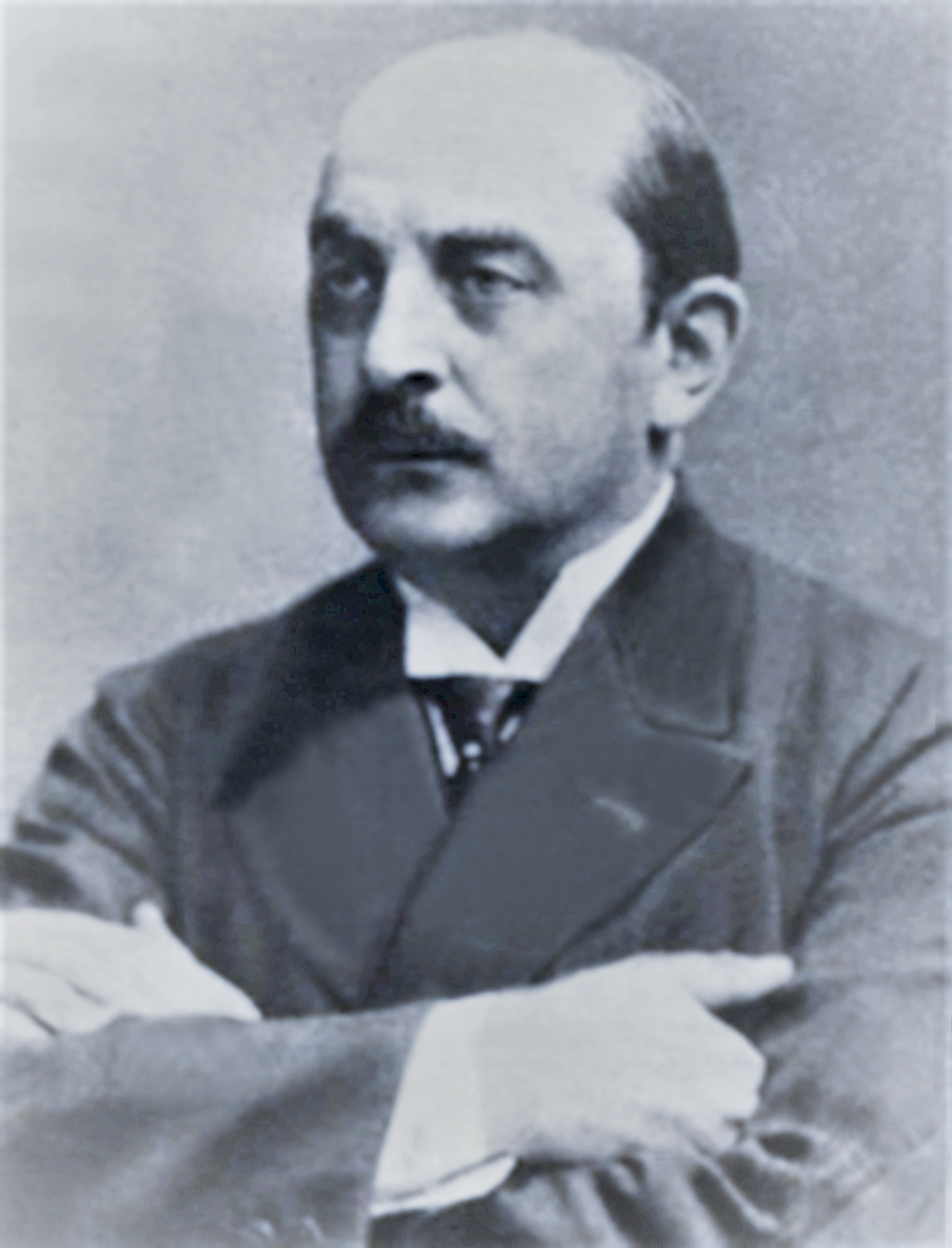
Nicolae de Wassilko (1914)

După ce a primit la 13 noiembrie 1914 acceptul de la comandamentul Grupului Pflanzer-Baltin, Eduard Fischer a semnat Ordinul № 13 din 17 noiembrie 1914 al Comandamentului Jandarmeriei Imperiale și Regale a Bucovinei: „Cu privire la recrutarea huțulilor voluntari în Bucovina și organizarea lor”. Persoana desemnată să aducă la îndeplinire ordinul a fost sergentul districtual de jandarmi Mîkolu Laskovskoho. Conform unui raport întocmit de acesta, recrutarea a avut loc la 19 noiembrie 1914 la Seletin și Putila (germană Putilla-Storonetz), fiind selectați 1360 de recruți din circa 2500 de voluntari, cu vârste „de la 17 ani până la bătrâni cu părul cărunt”. La 20 noiembrie 1914 aceștia, după o slujbă festivă desfășurată în prezența deputatului din Dieta Bucovinei și din Consiliul Imperial, Nicolae de Wassilko, reprezentant din Huțulșcina din partea bezirkurilor Vijnița (germană Wiznitz) și Rădăuți (germană Radautz), ce a rostit un discurs prin care i-a îndemnat pe „cavalerii huțuli să-și apere poporul, pământul și statul”, au depus jurământul militar.
Instrucția volntarilor huțuli, „din fire buni trăgători și cunoscători ai munților” (conform ofițerilor austro-ungari), a durat numai 10 zile, după care deja la data de 30 noiembrie aceștia au început să participe la misiuni de luptă. Inițial, trăgătorii huțuli au fost  parte a unor mici subunități aflate sub comanda unor subofițeri aprținând Jandarmeriei regionale. Coordonarea acestora a revenit aceluiași sergent de jandarmi, Mîkolu Laskovskoho, aflat la Seletin.

Harta militară a Bucovinei în 1916

Pentru a preveni înaintarea trupelor ruse concetrate în valea Siretului (la Șipotele pe Siret – germană Schipoth am Sereth, Lăpușna – germană Lopuschna și Berhomet pe Siret – germană Berhometh am Sereth, precum și în împrejurimi) , au fost create avanposturi  montane în profunzimea Munților Carpați ocupate de detașamente de huțuli, la Rusca – germană Ruska (86 trăgători), Straja (49 trăgători), Crasna – germană Krasna Ilski (38 trăgători), valea Hilcka⁠(uk)[traduceți] (50 de trăgători), lângă Berhomet (102 trăgători) și lângă ?? (52 de luptători).
Pe lângă activitatea de recunoaștere și cercetare, formațiunile au trebuit să efectueze și activitate de sabotaj. Ocupând pozițiile desemnate, subunitățile huțule s-au remarcat prin rezistența încununată de succes, timp de mai mult de o lună, împotriva unităților de cazaci, care, doreau să pătrundă spre trecătorile ce ofereau acces spre Transilvania, făcând victime în cadrul acestora și luând inamici prizonieri, capturând cai, armament și muniție și obținând informații pe care le-au livrat eșaloanelor superioare. 
În momentul în care, forțele inamice au spart frontul la 1 ianuarie 1915 la Plosca (germană Ploska), huțulii au primit oridin să se retragă de la Sadău prin Brodina și Moldovița (germană Russ Moldawitza) spre Breaza.
Conform unor comentarii din presa regională a timpului, cunoașterea detaliată a terenului pe care luptau i-a făcut pe huțului să provoace pierderi grele trupelor moscovite, aceștia ieșind la atac pe neașteptate, din păduri.

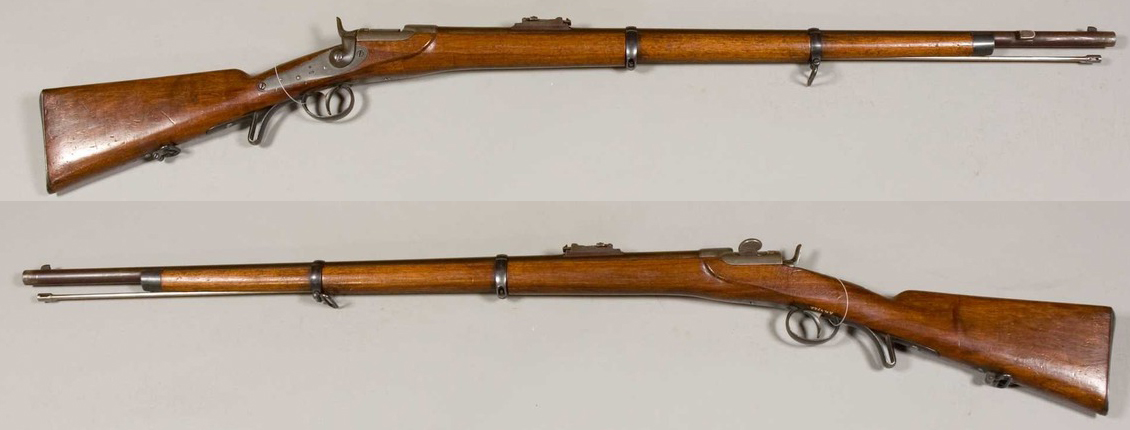
Pușcă model Werndl-Holub M1867, din dotarea Legiunii Huțule.

Inițial, voluntarii au fost îmbrăcați în haine țărănești huțule, având doar o banderolă negru cu galben pe mânecă, ceeea ce a jucat un rol negativ în momentul în care erau luați prizonieriși de inamic, nefiind socotiți prizonieri de război. Ca atare, cei prinși erau împușcați rapid, fiind chiar supuși unori unor schingiuiri. Ca armament au fost dotați la început cu puști Werndl-Holub M 1867⁠(en)[traduceți], acestea fiind înlocuite cu arme de captură.

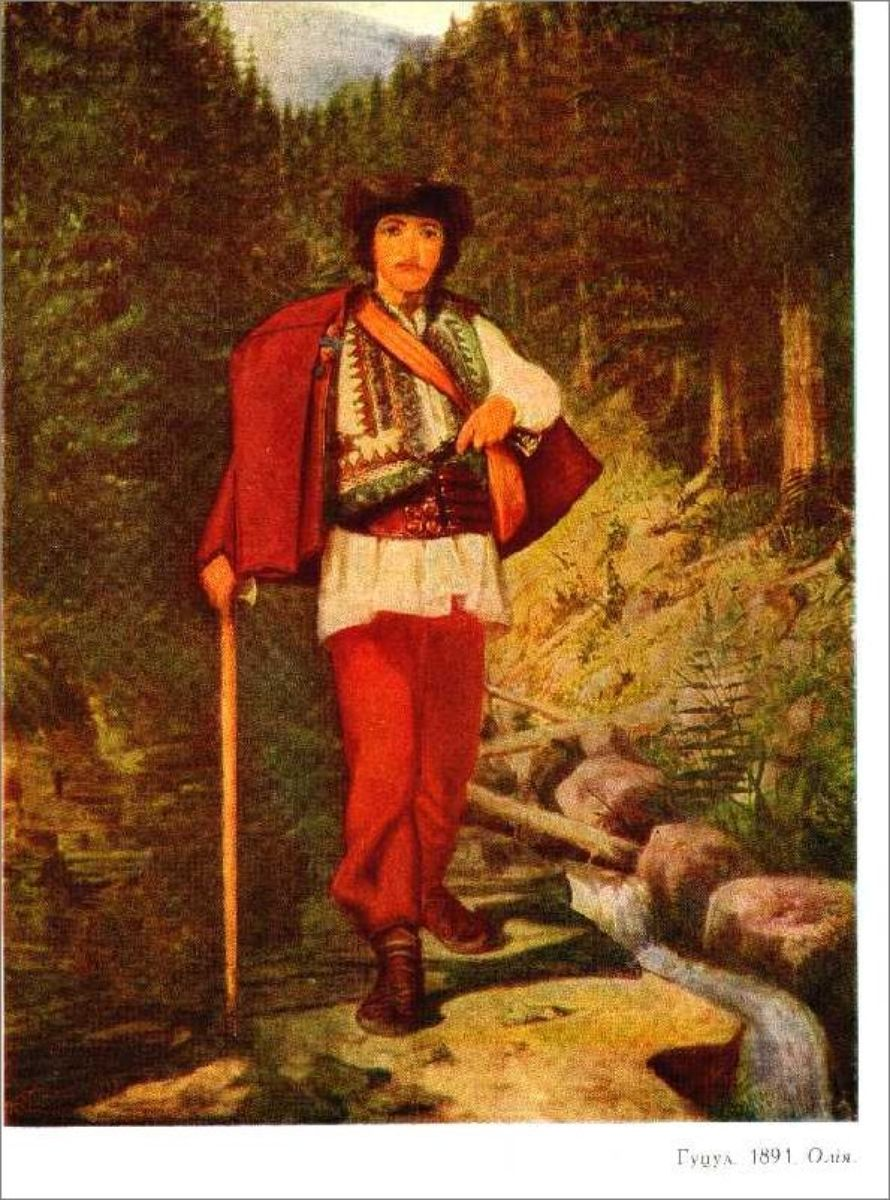
Huțul în costum popular – pictură din 1891.

În memoriile sale, Ilia Semaka i-a descris pe pușcașii huțuli, astfel: 
„Pușcașii huțuli au luptat încă de la început în costumele lor naționale, iar moscoviții au ajuns să-i cunoască într-atât, că au ajuns să-și spună unii altora că în munți exista o armată de oameni care purtau în post sumane scurte și șalvari roșii și care nu greșeau niciodată, astel că i-au numit „diavolii cu pantaloni roșii.””
Venit la 17 decembrie 1914 la Vatra Dornei pentru a inspecta Grupul Pflanzer-Baltin, Arhiducele Karl a remarcat un grup mare de pușcași huțului conduși de stegarul Osip Antonovici Kostyniuk⁠(uk)[traduceți], acordându-le medalii pentru vitejie.”

## Transformarea în unitate a armatei regulate
La 3 ianuarie 1915 a luat naștere la Breaza, din subunități disparate de huțuli recrutați la 19 noiembrie 1914 la Seletin, Batalionul de Voluntari Imperiali Huțuli din Rutenia (în germană Ruthenia Huzulen Kriegsfreiwilligen Baon) ca unitate de sine stătătoare. 
Bolnav fiind, Eduard Fischer a plecat la Viena și a predat comanda Grupului Fischer (devenit între timp Grupul Bucovina) locotenent-colonelului Dănilă Papp. Din militarii grupului s-a format o brigadă independentă față de Divizia 54 Infanterie austro-ungară, amândouă marile unități făcând parte din structura Grupului Pflanzer-Baltin.

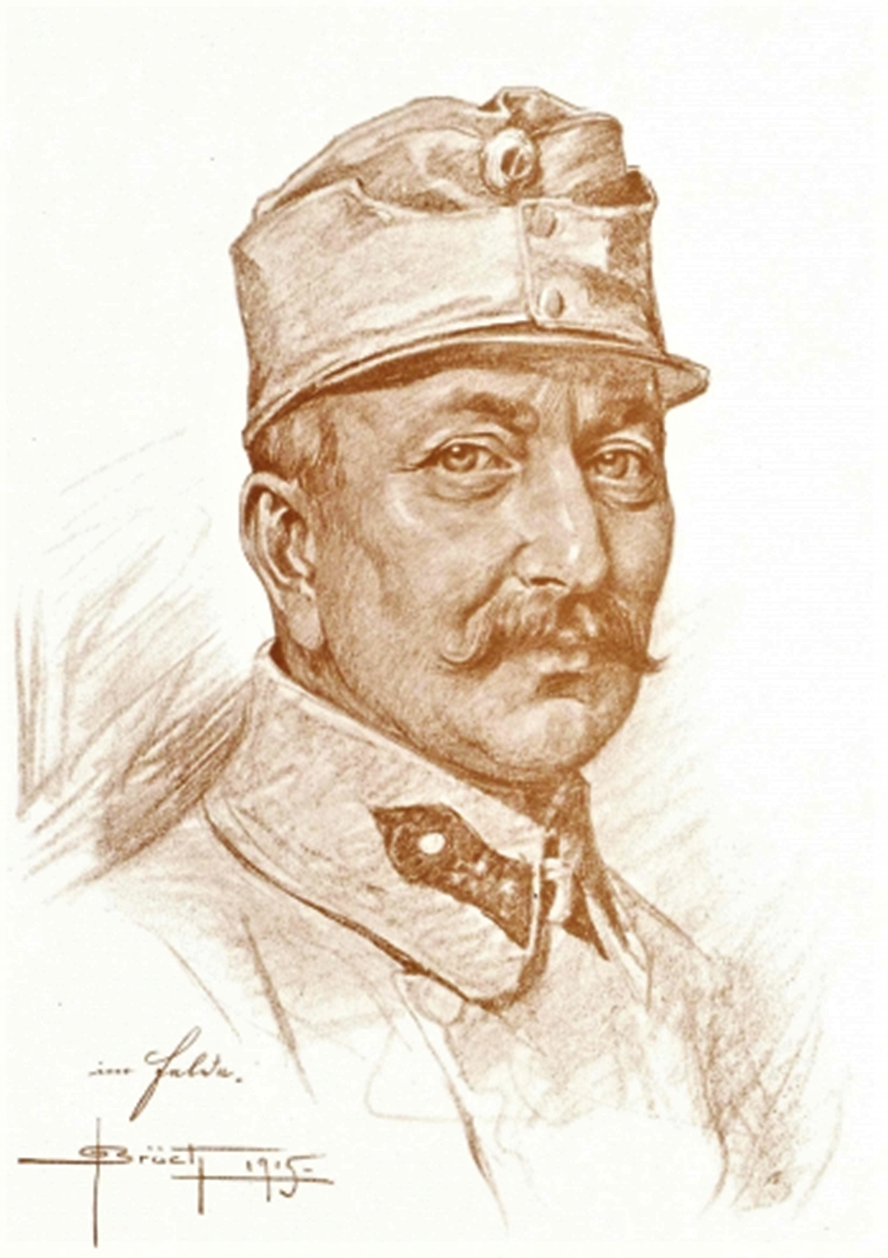
Locotenent-colonelul Dănilă Papp, comandantul Brigăzii Papp.

O parte a batalionului, comandat acum de Ferdinand Kibek, a fost dislocată pe o poziție aflată pe înălțimi lângă bifurcația de drumuri de la  Moldovița (Russ Moldawitza), unde, la 5 ianuarie au luptat cu forțele inamice care atacau dinspre Izvoarele Sucevei (germană Iswor). Datorită focului de artilerie și mitraliere inamic, trăgătorii huțuli au fost nevoiți să se retragă la Breaza, unde s-au reunit cu restul batalionului și au continuat retragerea spre Meștecăniș (germană Mestecanestie). Aici au ocupat poziții fortificate, muntenii apărând linia mai mult de o lună, timp în care Armata Imperială Rusă încercat să rupă, în special în perioada 17-19 ianuarie, linia, fără a reuși și plătind un preț reprezentat de pierderi grele. Batalionul de voluntari huțuli a fost, de asemenea, implicat activ în luptele din zona Pojorâta (germană Pozoritta) si Cârlibaba (germană Mariensee).
Cu începere de la 8 februarie 1915, în cadrul contraofensivei trupelor austro-ungare, batalionul a luat parte alături de trupele conduse de generalul Lilienhof, la efortul militar prin care rușii au fost alungați din sudul Bucovinei, până la râul Prut (germană Pruth). Subunitatea a trecut astfel prin Câmpulung Moldovenesc (germană Kimpolung), Gura Humorului (germană Gura Humora), Mănăstirea Humorului (germană Humora Kloster), Pleșa (germană Pleschnitza), Solonețu Nou (germană Neu Solonetz), Solca (germană Solka), Marginea (germană Mardzina), Vicovu de Jos (germană Unter Wikow), Ciudei (germană Czudyn), Budineț (germană Budinetz), Storojineț (germană Storozynetz) și Hlinița (germană Hlinitza). De-a lungul Prutului, a intrat la 19 februarie 1915 în Cernăuțiul eliberat de trupele ruse, reluându-și apoi activitatea de asigurare a avanposturilor. La 1 martie 1915, căpitanul Karl Papp a preluat temporar comanda batalionului.

## Legiunea Huțulă

### Martie-decembrie 1915

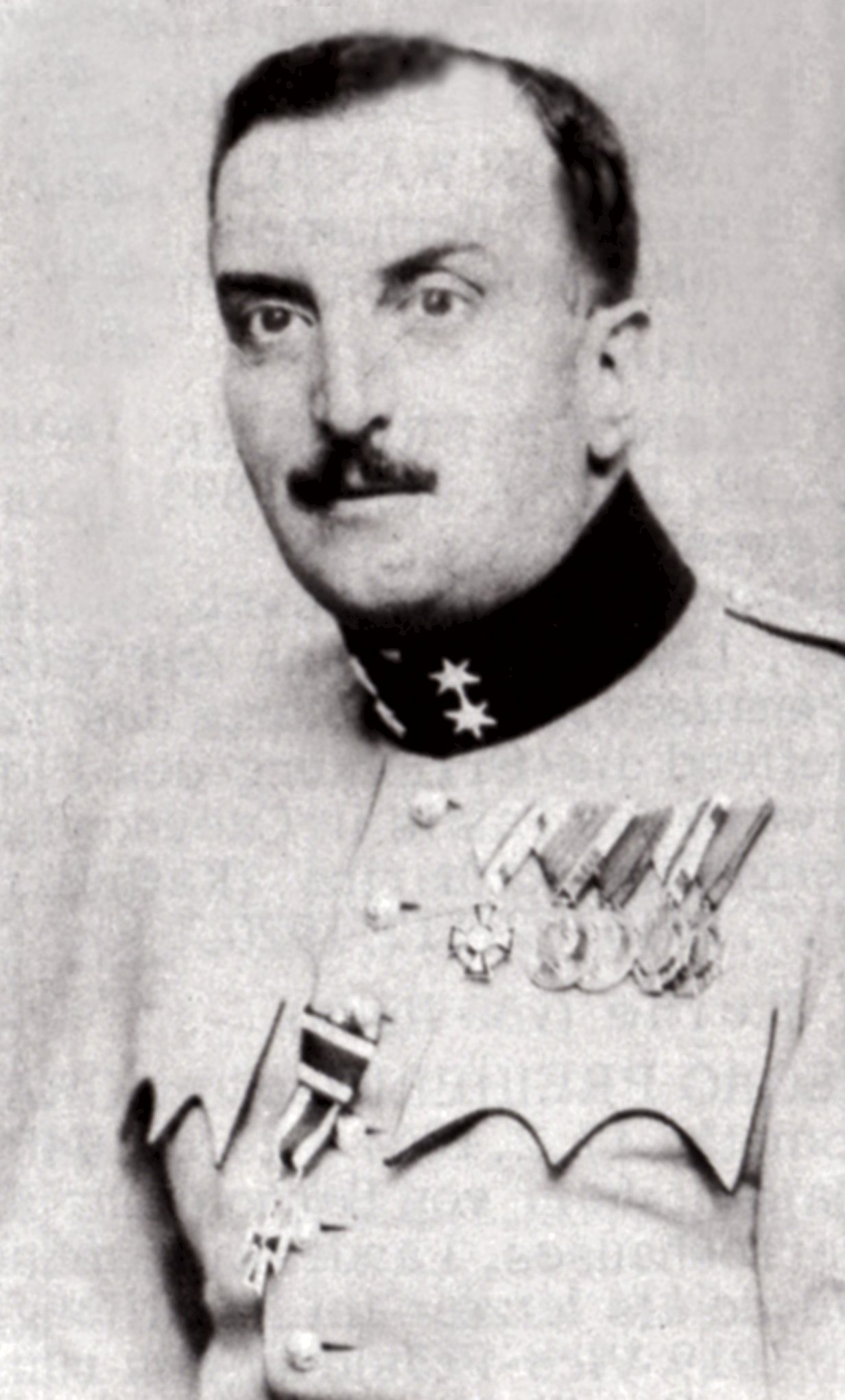
Ștefan Wassilko de Serecki (1915)

În timp ce batalionul de huțuli se afla la Cernăuți, Nicolae de Wassilko, având în vedere direcția strategică a conducerii politico-militare a Austro-Ungariei de a crea unități naționale în scopul consolidării societății și promovării patriotismului local, sub forma angajamentului față de Monarhia Habsburgică, a făcut lobby  pentru restructurarea unității după modelul altor legiuni naționale. Ulterior, denumirile de Legiunea Bucovineană, Legiunea Huțulă sau Legiunea de Pușcași Huțuli au fost folosite în mod activ și unitatea a fost completată până la un efectiv de 1500 de luptători uraineni proveniți din Bucovina, complet echipați și înarmați. Primul comandant al unității a fost desemnat să fie căpitanul Ștefan Wassilko de Serecki.
Alături de Nicolae de Wassilko, Ilia Semaka, Nikolai Spenul, precum și alte personalități publice din regiune au susținut Legiunea Huțulă, pentru susținerea acesteia cu donații fiind făcute apeluri inclusiv prin presă.
În luna martie 1915 Legiunea Huțulă a participat activ al eliberarea nordului Bucovinei de trupele ruse, participând la luarea cu asalt a așezărilor Rohozna, Sadagura (germană Sadagora), Buda, Cernăuca (germană Czernowka) și la urmărirea inamicului care s-a retras în ținutul Hotin. De asemenea, pușcașii huțuli au respins un contraatac rus lângă Toporăuți și au ocupat poziții lângă Colencăuți (ucraineană Kilinkivți), rezistând pe acestea timp de trei zile, până la apropierea principalelor forțe amice.
În luna mai 1915 Legiunea Huțulă a ocupat o poziție  situată între Boiana (germană Bojan) și Mahala, în fața unor forțe inamice mult superioare. La 10 mai 1915, căpitanul Ștefan Wassilko de Serecki a fost grav rănit, comanda Legiunii revenind căpitanului Osîp Weikert, iar în vara acealuiași an, una dintre subunitățile huțule a luat parte la luptele de lângă Nadvirna (germană Nadvirna), Colomeea (germană Kolomea) și Zalesciki (germană Salischtschyky), în timp ce grosul forțelor unității, în luna iunie 1915 a avansat cu forțele austro-ungare până la Lipcani, unde a rămas până la sfârșitul anului. De aici, în luna decembrie s-a retras cu forțele principale spre vest, stabilindu-se în perimetrul Doljoc, până la Prut, unde au reușit să reziste până la sfârșitul lunii ianuarie 1916. 
Legat de unitatea ucrainenă, feedbackul primit din partea comandamentului austriac a fost unul pozitiv, într-o scrisoare adresată de locotenent-colonelul Dănilă Papp lui Nicolae de Wassilko, militarul scriind la 28 iulie 1915 că „Huțulii au luptat cu curaj și cu succes în multe lupte în Bucovina. În serviciul de patrulare, ei sunt neînfricați, iar ca cercetași sunt extrem de agilii și au succes.”

### Ianuarie - vara 1916
Din ianuarie 1916 linia frontului s-a stabilizat, coincizând în estul Bucovinei aproape cu vechea frontieră dintre Ducatul Bucovinei și Ținutul Hotin.
Datorită faptului că Legiunea Huțulă pierduse în lupte (uciși sau răniți) aproape jumătate din efectivul inițial, comandamentul a decis să i se alăture ce mai rămăsese din Corpul de Legionari români din Bucovina, Legiunii Bucovina.
Odată cu înrăutățirea situației militare datorată Ofensivei Brusilov, Legiunea Bucovina s-a retras în sudul Bucovinei, în cadrul unui efort militar care a încercat să prevină intrarea Armatei Imperiale Ruse în Transilvania prin lupte de apărare pe poziții situate inițial pe aliniamentul Cârlibaba - Mestecăniș - Pojorâta și ulterior Cârlibaba - Iacobeni - Vatra Dornei. Ultimul document oficial care a menționat Legiunea Bucovina este datat 28 iunie 1916.
Potrivit unor rapoarte, pușcașii huțuli care au reușit să supraviețuiască ofensivei Brusilov s-au alăturat K.u.k. Huzulenkompanie⁠(d) din cadrul Pușcașilor Ucraineni ai Siciului, care, a fost implicată în apărarea înălțimilor de la Vatra-Dornei sau Cârlibaba. Au existat, de asemenea, pușcași huțuli care au continuat să lupte în grupuri mici, ca și partizani, fiind menționat un asemenea grup la Seletin, format din 17 oameni, condus de către doi jandarmi austrieci și coordonat de către unul dintre ofițerii superiori ai Jandarmeriei bucovinene, Mîkola Karpovici.

## In memoriam
Perpetuarea memoriei voluntarilor luptători huțuli a început încă din timpul războiului, un raport menționând în 1916 ridicarea unui monument dedicat lor, la Berhomet pe Siret.